# Surat (ort i Australien)
Surat är en ort i Australien. Den ligger i kommunen Maranoa och delstaten Queensland, omkring 390 kilometer väster om delstatshuvudstaden Brisbane.
Trakten runt Surat är nära nog obefolkad, med mindre än två invånare per kvadratkilometer.. 
Omgivningarna runt Surat är i huvudsak ett öppet busklandskap.  Genomsnittlig årsnederbörd är 599 millimeter. Den regnigaste månaden är januari, med i genomsnitt 108 mm nederbörd, och den torraste är april, med 17 mm nederbörd.